# Georg Lehmann-Fahrwasser
Georg Lehmann-Fahrwasser (* 8. Februar 1887 Danzig; † 17. März 1977 in Berlin) war ein deutscher Landschaftsmaler.

## Leben
Von 1920 bis 1923 erhielt Lehmann-Fahrwasser Unterricht in Landschafts- und Stilllebenmalerei bei Hans Licht. Im gleichen Zeitraum, bis 1924, absolvierte er sein  Studium der Aktmalerei und Porträtmalerei bei Leo von König. Zwischen 1927 und 1928 besuchte Lehmann-Fahrwasser die Staatliche Kunstschule in Berlin. Seit 1923 stellte er häufig in der  Großen Berliner Kunstausstellung aus. Ab 1946 war er Mitglied des Vereins Berliner Künstler. Bevorzugte Landschaftsmotive Lehmann-Fahrwassers waren das Mittelgebirge,  die Ostsee, die Alpen und später auch Berliner Park- und Schlossansichten.
Lehmann-Fahrwasser war als Mittelschullehrer in Berlin tätig, wo er seit 1912 bis zu seinem Tode lebte.
Sein Bruder war der zwei Jahre ältere Kunstmaler Paul Lehmann-Brauns, der sich in der Zeit von 1918 bis 1923 mit Nachnamen ebenfalls „Lehmann-Fahrwasser“ nannte.